# Koumbia (Guinée)
Pour les articles homonymes, voir Koumbia.
Koumbia, de son nom d'origine Kôli, est la plus grande sous-préfecture de Gaoual. Elle est située au nord-ouest du pays entre Wendou M'Bour et Gaoual dans la région de Boké.
Pendant la période coloniale, les populations colonisées sont recrutées pour servir dans l'armée française, notamment pendant la Première Guerre mondiale. Plus de mille jeunes hommes du cercle de Koumbia mobilisables fuient alors dans les colonies voisines (Libéria, Guinée Bissau, Nigéria).
Elle est connue pour son activité agro-pastorale, masi aussi pour être l'épicentre (à Kamèlè) du séisme qui a tué des milliers de personnes en Guinée en décembre 1983.

## Infrastructures

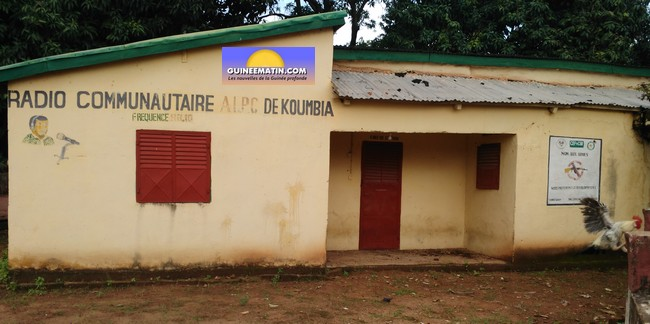